# Vicente Fernández Rodríguez
Vicente Fernández Rodríguez (n. Silao, Guanajuato; 5 de abril de 1836 - f. Silao; 23 de abril de 1901) fue un científico mexicano de la segunda mitad del siglo XIX. Se formó en materias como química y farmacia, destacó por sus conocimientos de medicina y mineralogía, en este último campo caracterizó dos minerales de la región de Guanajuato a los que denominó guanajuatita y silaonita. Igualmente sobresalió como inventor, creando un micrófono y un teléfono, así como taxidermista, fotógrafo y meteorólogo.